# Luigi Pastore
Luigi Pastore (Taranto, 28 agosto 1974) è un regista, sceneggiatore, produttore cinematografico, direttore della fotografia e direttore artistico italiano.

## Biografia
Dopo diverse esperienze nell’ambito dei videoclip musicali e dei cortometraggi, soprattutto di genere, ha collaborato con varie emittenti televisive realizzando alcuni format sul cinema. Ha inoltre realizzato i backstage (non accreditato) di alcuni film di Dario Argento: La sindrome di Stendhal e Il fantasma dell'Opera (film 1998). 
Dal 2002 è titolare della Lu.Pa. Film, produzioni televisive e cinematografiche indipendenti, con cui ha coprodotto il suo primo film Come una crisalide.
Nel 2010 dirige due videoclip per la nuova formazione dei Goblin, realizzando le versioni dal vivo in studio di Roller e Profondo Rosso. Quest'ultimo è stato inserito nell'edizione Blu-ray statunitense dell'omonimo film.
Nell'agosto del 2010 è l'ideatore e il direttore artistico dell'Italian Horror Fest, con una prima edizione tenutasi ad Anzio.  L'anno successivo il Festival trova la sua collocazione ufficiale presso il Comune di Nettuno, con un'edizione che vede la partecipazione dei registi Eli Roth, Dario Argento, Ruggero Deodato, Lamberto Bava, Gabriele Albanesi, i Manetti Bros., Luigi Cozzi e lo sceneggiatore Antonio Tentori. Il festival comprende la mostra degli effetti speciali di Sergio Stivaletti e il concerto dal vivo della nuova formazione dei Goblin, con i leader storici Claudio Simonetti e Massimo Morante. Seguono altre due edizioni del Festival: nel 2013, con la partecipazione di Tom Savini e dei registi italiani Pupi Avati, Sergio Martino, Umberto Lenzi, Enzo G. Castellari, Ivan Zuccon; nel 2014 con una retrospettiva dedicata al regista Luigi Cozzi e la partecipazione del regista polacco Andrzej Żuławski, dell'italiano John Real e con una serata presentata da Paolo Ruffini e dedicata al film 4 mosche di velluto grigio di Dario Argento, concludendosi con il concerto di Fabio Frizzi dedicato ai film di Lucio Fulci. 
Nel settembre del 2014 inizia le riprese del secondo film Violent Shit: The Movie, versione italiana della saga ideata da Andreas Schnaas e Steve Aquilina, incentrata sulle efferate gesta di Karl the Butcher, un feroce assassino con una maschera di metallo.

## Filmografia

### Regista

#### Cinema
- L'uovo e il martello (1992) - cortometraggio
- Pazzia (1993) - mediometraggio
- Vexatio (1993) - cortometraggio
- Danse Macabre (1994) - cortometraggio
- Fine Millennio (1996) - mediometraggio
- Come una crisalide (2009)
- Rino Di Silvestro Story: Il cinema, l'arte, la cultura (2009) - documentario
- Claudio Mancini Story: C'ero una volta... e ci sono ancora (2010) - documentario
- 100 Anni di Federazione Motociclistica Italiana (2011) - documentario
- Violent Shit: The Movie (2015)

#### Videoclip
- Da Blitz - Take my way (1994)
- Da Blitz - Stay with me (1995)
- Da Blitz - Movin-on (1995)
- Goblin - Roller (2010)
- Goblin - Profondo Rosso (2010)

### Sceneggiatore
- Come una crisalide (2009)
- La fiaba di Dorian (2011)
- Violent Shit - The Movie (2015)
- La Casa del Sabba (2021)

### Produttore
- Come una crisalide (2009)
- Hippocampus M 21th (2014)
- Violent Shit - The Movie (2015)
- La Casa del Sabba (2021)

### Attore
- Ubaldo Terzani Horror Show, regia di Gabriele Albanesi (2011)
- Blood on Méliès Moon, regia di Luigi Cozzi (2014)

### Montatore
- Roma fantastica (2009) - documentario

### Fotografo
- Mauro Petrarca Marta la cornacchia (2007) - videoclip

## Programmi televisivi

### Regista
- Corto Horror - rubrica del format Cortonotte, ideato e condotto da Emanuele Carioti (T9, 2004,)
- Cinemaestranze, format coideato dallo stesso Pastore con Emanuele Carioti e condotto da Daniele Carioti (Romauno, 2004)
- Horror Time, Notte Cult, Splatter Time (Sky 911, 2007)